# Frederic Guillem de Nassau-Weilburg
Frederic Guillem de Nassau-Weilburg (en alemany Friedrich Wilhelm von Nassau-Weilburg), va néixer a La Haia el 25 d'octubre de 1768, i va morir el 9 de gener de 1816 a la ciutat alemanya de Weilburg. Era fill de Carles Cristià de Nassau-Weilburg i de Carolina d'Orange-Nassau.

## Biografia
Atesa l'extinció de la majoria de les branques de la Casa de Nassau, Frederic Guillem de Nassau-Weilburg es va convertir en l'hereu de gairebé totes les possessions de la família de Nassau. Va ser príncep de Nassau-Weilburg a partir de 1788 en morir el seu pare, i fins al 1816; i més tard va esdevenir duc de Nassau, de 1806 a 1816.
Frederic Guillem de Nassau-Weilburg és, a través la gran duquessa Carlota I de Luxemburg, l'ascendent de l'actual gran duc Enric I de Luxemburg.

## Matrimoni i fills
El 31 de juliol de 1788, Frederic Guillem es va casar amb Lluïsa Isabel de Kirchberg (1772-1827). Aleshores, ell tenia vint anys i la seva dona només setze. El matrimoni va tenir quatre fills:
- Guillem de Nassau (1792-1839), duc de Nassau, casat amb Paulina de Württemberg
- Augusta Lluïsa de Nassau (1794-1839)
- Enriqueta de Nassau (1797-1847), que el 1815 es va casar amb l'arxiduc Carles Lluís d'Àustria (duc de Teschen) (1771-1847)
- Frederic Guillem de Nassau (1799-1845), que es va casar amb Anne Ritter Edle von Vallyemare, comtessa de Tiefenbach.